# RBus

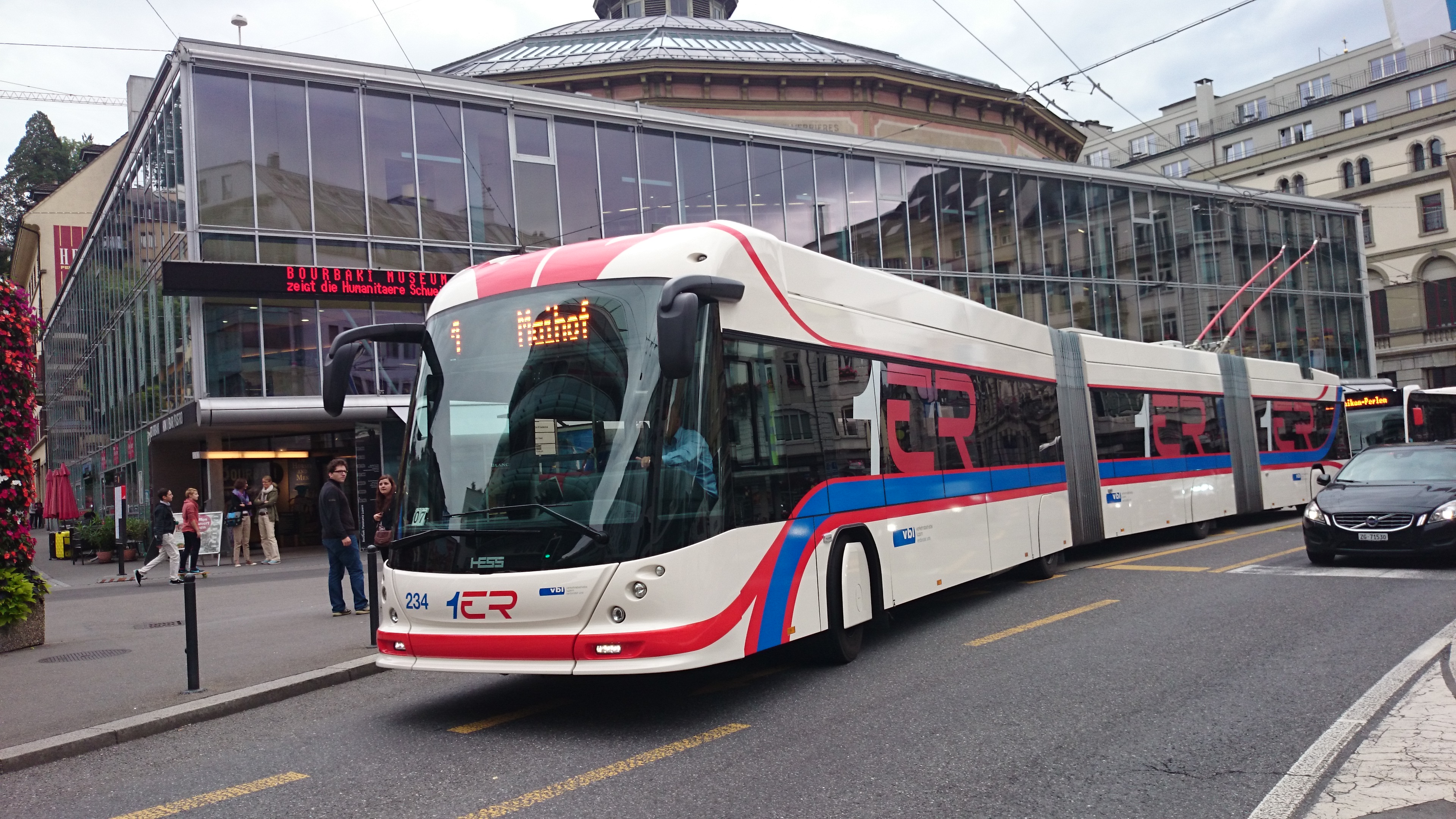
ÖV-Bevorzugungsmassnahmen sind ein wichtiger Aspekt des Systems RBus

RBus – R steht für rapid – ist ein Massnahmenpaket zur Effizienz- und Attraktivitätssteigerung der besonders stark frequentierten Linien des Luzerner Trolleybusnetzes. Das Konzept orientiert sich dabei am weltweit verbreiteten Bus-Rapid-Transit-Konzept und setzt sich aus den Elementen Infrastruktur, Angebot und Rollmaterial zusammen. Hierbei setzt RBus auf ÖV-Bevorrechtigung, Verkehrsmanagementanlagen, Fahrbahnhaltestellen, Busspuren, direkte Tangentiallinien ohne Umsteigezwang im Zentrum sowie durchgehend niederflurige Doppelgelenkwagen mit hoher Beförderungskapazität. Ziele des Systems RBus sind neben einer Steigerung der Beförderungskapazität vor allem die Reduktion der Reisezeit auf der Gesamtstrecke im Schnitt um zehn Prozent sowie eine Erhöhung der Pünktlichkeit, insbesondere zu den Hauptverkehrszeiten.
Auf den Linien des Systems RBus werden überwiegend Doppelgelenktrolleys des Typs Hess lighTram 4 beziehungsweise Hess lighTram 25DC eingesetzt. Die insgesamt 31 Fahrzeuge wurden im Vorfeld der RBus-Eröffnungen in den Jahren 2014, 2016, 2017 und 2019 beschafft und setzen sich durch die Sonderlackierung sowie die Radabdeckungen von den restlichen Fahrzeugen auf dem Netz der Verkehrsbetriebe Luzern ab. Ferner waren sie die ersten Fahrzeuge in Luzern, welche eine Tram-ähnliche Frontgestaltung aufwiesen. Ergänzt werden sie von drei älteren Doppelgelenktrolleybussen, die bereits seit 2006 im Einsatz sind.
RBus ist ein Gemeinschaftsprojekt des Kantons Luzern, des Gemeindeverbands LuzernPlus, der Stadt Luzern, der Gemeinden Kriens, Emmen und Ebikon, des Verkehrsverbunds Luzern sowie der Verkehrsbetriebe Luzern. Es ist zudem im kantonalen Richtplan 2009, dem kantonalen Bauprogramm für Kantonsstrassen 2015 bis 2018, dem kantonalen ÖV-Bericht 2014 bis 2017 sowie dem ÖV-Angebotskonzept AggloMobil due des Verkehrsverbunds Luzern enthalten. Im Endausbau soll RBus dem übrigen Trolleybusnetz sowie dem Autobusnetz übergeordnet sein und die S-Bahn Luzern ergänzen, mit der das Trolleybusnetz zudem besser verknüpft werden soll.

## Vorgeschichte

### Korridor Kriens
Trotz einem 3-Minuten-Takt stiess die Linie 1 in den 1990er-Jahren immer wieder an die Kapazitätsgrenze, weshalb die vorhandenen NAW/Hess-Solotrolleybusse ab 1998 mit sieben Anhängern ergänzt wurden. Mit dieser Massnahme konnte zwar die Beförderungskapazität erhöht werden, durch die Linienführung standen die Trolleybusse aber während der Hauptverkehrszeit weiterhin im Stau. Deshalb kam bald die Forderung auf, Kriens an ein Schienenverkehrsmittel anzubinden. Im Jahr 2002 wurde deshalb eine Studie erarbeitet, in welcher der Anschluss von Kriens mittels eines Trams beziehungsweise einer Stadtbahn geprüft wurde. Ebenfalls Teil der Studie war die Prüfung einer Zweigstrecke der schmalspurigen Zentralbahn, nachdem 1999 bereits Pläne für einen normalspurigen Tram-Train nach Kriens verworfen worden waren.
Da die Trolleybuslinie nach wie vor überlastet war, wurden bis 2005 weitere neun Anhänger und 2006 drei Doppelgelenktrolleybusse beschafft, um die Kapazität weiter zu steigern. Erstere kamen auch auf den Linien 6 und 8 zum Einsatz. Da der Bau einer Schienenanbindung nicht innerhalb kurzer Zeit realisiert werden konnte, kamen Konzepte für eine Schnellbusverbindung auf. In einem relativ bescheidenen Umfang wurde diese Idee ab 2010 auf dem Korridor der Linie 1 realisiert, indem man Dienstfahrten der Linie 71 öffentlich machte. Andere Konzepte waren die Tangentiallinien Renggloch-Express nach Littau/Malters und Sonnenberg-Express nach Emmenbrücke. Diese kamen allerdings nicht über einen kurzen Testbetrieb im Jahr 2009 hinaus.
Nachdem im November 2008 bekannt wurde, dass der Tiefbahnhof Luzern wieder im Gespräch war, gab die Gemeinde Kriens einen Bericht in Auftrag, welcher Varianten zur Entwicklung des Öffentlichen Verkehrs aufzeigen sollte. Dieser Bericht kam zum Schluss, dass eine Erschliessung von Kriens mit einem Peoplemover auf erhöhter Trasse sinnvoll sei, da eine unterirdische Bahn zu teuer sei und eine ebenerdige Stadtbahn nicht weiterverfolgt werde. Ein Jahr später kam die Idee einer Seilbahn auf, und 2013 war eine Schwebebahn entlang der Linie 1 im Gespräch. Der Kanton Luzern hingegen setzte bereits seit einigen Jahren auf den Ausbau des Bussystems.

### Korridor Rontal
Das Rontal ist ein Entwicklungsschwerpunkt im Nordosten der Agglomeration Luzern, welcher sich über die Gemeinden Ebikon, Dierikon, Buchrain und Root erstreckt. Im Gegensatz zu Kriens war das Rontal bis zur Linienverlängerung nicht mit dem Trolleybus erschlossen; stattdessen verkehrten die beiden Autobuslinien 22 und 23 vom Bahnhof Luzern in den Entwicklungsschwerpunkt. Bis an die Stadtgrenze beim Maihof überlagerten sich die drei Linien; da es im Bereich des Bahnhofsplatzes und in der Zürichstrasse oft zu Stau kommt, kam die Idee auf, die Anzahl Busse aus dem Rontal in die Innenstadt zu reduzieren, indem die Linie 1 nach Ebikon Bahnhof verlängert wird. Die Einkürzung der Linien 22 und 23 wurde aber teils als problematisch erachtet, da die S-Bahn ab Ebikon nur im 30-Minuten-Takt verkehrt.
Daher wurde 2010 ein mehrstufiges Angebotskonzept für das Rontal entwickelt. In einem ersten Schritt sollte die Linie 22 nur noch bis Bahnhof Ebikon verkehren, dafür sollten Zubringerlinien nach Perlen und Inwil entstehen, welche in Ebikon Anschlüsse auf die Linien nach Luzern haben sollten. Weiter sollte eine Schnellbuslinie S23 eingeführt werden, welche bis Rotkreuz verkehren sollte und so einen S-Bahn-Ersatz bieten sollte. Nach Bau des damals projektierten Einkaufszentrums EbiSquare sollte in einem zweiten Schritt die Linie 1 bis zu diesem verlängert werden und dafür die Linie 23 ebenfalls bis zum Bahnhof Ebikon eingekürzt werden. Zwischen Luzern und Ebikon hätten nur noch die Buslinien 1 und S23 verkehrt. Im Jahr 2012 wurde dann ein Konzept für das Rontal ohne Schnellbuslinie vorgestellt. Stattdessen sollte die damalige Linie 18 (heute Linie 30) von Littau via Kreuzstutz und Schlossberg nach Ebikon verkehren. Auf diesem Konzept basiert die umgesetzte Planung von RBus im Korridor Rontal, welche eine Trolleybusverlängerung im Zuge der Umgestaltung der Kantonsstrasse K17 vorsah.
Die Verlängerung der Fahrleitung nach Ebikon wurde im Rahmen der Projekterarbeitung mehrfach in Frage gestellt, unter anderem gab es im September 2016 einen politischen Vorstoss, welcher forderte, dass fahrleitungslose Alternativen mit Diesel- und Hybridbussen auf die Tauglichkeit für die Verlängerung der Linie 1 geprüft werden sollten. Nachdem sowohl die VBL als auch der Verkehrsverbund Luzern die Rahmenbedingungen für die Verlängerung der Linie 1 aufgezeigt hatten und auch das System TOSA mit Schnellladestationen auf Grund der Kompatibilität mit dem Trolleybusnetz nicht in Frage gekommen war, gaben die Vertreter der CVP Ebikon ihren Widerstand auf. Die Vertreter der lokalen SVP hielten sich in den folgenden Monaten ebenfalls zurück. Im Dezember 2017 forderte die kantonale Sektion der Partei aber eine Sistierung der Verlängerung der Linie 1 sowie eine Volksabstimmung über die Kredite für die Finanzierung der Oberleitung sowie des geplanten Bushubs am Bahnhof Ebikon. Als Begründung wurde aufgeführt, dass ein fahrleitungsgebundenes Trolleybussystem nicht mehr zeitgemäss und von den Anwohnern unerwünscht sei sowie dass das ÖV-Angebot in Ebikon mit den bestehenden Buslinien ausreiche. Die Kredite für die Trolleybusverlängerung zur Mall of Switzerland sowie den Bau des Bushubs am Bahnhof Ebikon wurden am 29. Januar 2018 vom Luzerner Kantonsrat mit je rund drei Viertel der Stimmen genehmigt, die Rückweisungsanträge der SVP auf Grund der aufgeführten Einwände wurden zuvor im Rahmen der Sitzung abgewiesen.
Der Spatenstich der Trolleybusverlängerung zwischen Maihof und Ebikon Fildern erfolgte schliesslich am 1. Oktober 2018, die erforderlichen Fahrleitungsanlagen und Anpassungen für den Betrieb mit Doppelgelenkwagen dauerten bis am 9. Dezember 2019. Die Eröffnung der verlängerten Linie 1 erfolgte eine Woche später, gleichzeitig erfolgten weitere Anpassungen am Busnetz in Luzern Ost, um das Netz auf die neuen Rahmenbedingungen ausrichten zu können.

### Korridor Emmenbrücke
Das Gebiet rund um den Seetalplatz im Emmer Ortsteil Emmenbrücke soll sich in den nächsten Jahren zum Stadtzentrum Luzern Nord entwickeln. Die ab 2013 begonnene Umgestaltung des Seetalplatzes ist dabei Teil eines Gesamtprojekts zur Siedlungsentwicklung, zur Optimierung des Gesamtverkehrssystems und des Schutzes vor Naturgefahren. In der Planung zum öffentlichen Verkehr wurde der Fokus auf eine bessere Verknüpfung von Bus, Trolleybus und Bahn an den Bahnhöfen Emmenbrücke und Rothenburg Dorf sowie eine vom Motorisierten Individualverkehr unabhängige Führung für die Bus- und Trolleybuslinien gelegt.
Die Umsetzung dieser Ziele per Dezember 2016 umfasste unter anderem die Verlegung sämtlicher Linien von der stark befahrenen Gerliswilstrasse auf die Bahnhofstrasse, wodurch eine Haltestellenbedienung direkt vor dem Empfangsgebäude des Bahnhofs Emmenbrücke möglich ist. Auch im Bereich zwischen der Haltestelle Schiff und dem Seetalplatz wurde das Verkehrsregime so angepasst, dass die Hauptstrasse nur noch vom öffentlichen Verkehr sowie Zubringern befahren werden darf. Damit konnten nicht nur die Umsteigebeziehungen verbessert werden, sondern die Fahrplanstabilität rund um den Seetalplatz deutlich erhöht werden.

## Linien

### Linie 1 (1ER)

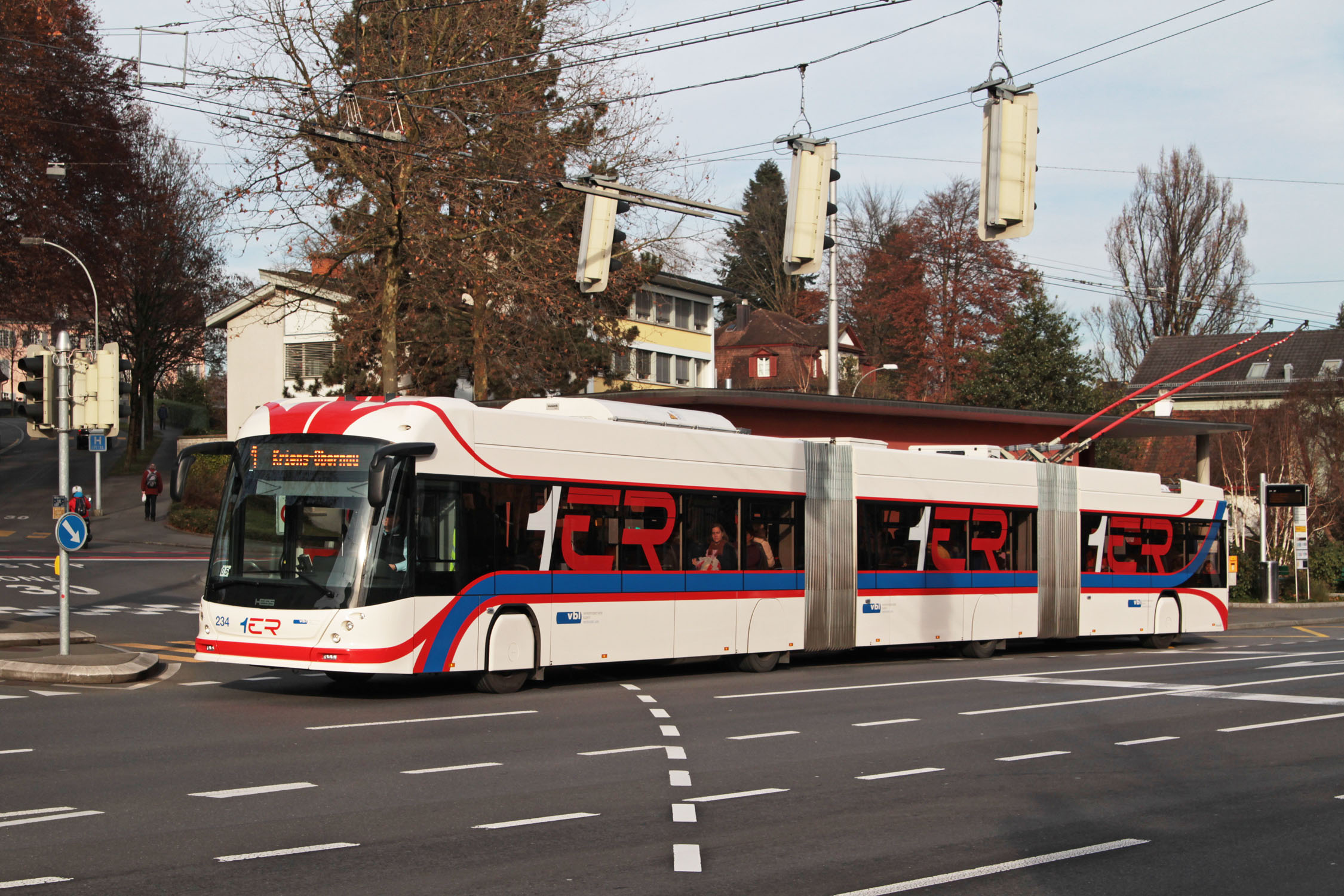
Ein Doppelgelenktrolleybus in 1ER-Sonderlackierung unterwegs auf der Linie 1 (2014)

Als erste RBus-Strecke wurde im Juni 2014 die Linie 1 eingeweiht und bis zur Ausweitung des RBus-Netzes im Jahr 2016 unter dem Label 1ER betrieben. Sie verband zu diesem Zeitpunkt den Luzerner Stadtteil Maihof mit dem Krienser Ortsteil Obernau im 7,5-Minuten-Takt und war mit zirka zehn Millionen Passagieren jährlich die frequenzstärkste Linie im Kanton Luzern.
Seit dem 11. Dezember 2016 wird die Linie 1 auf dem stärkstausgelasteten Abschnitt Kriens Busschleife–Luzern Pilatusplatz an Werktagen durch die Tangentiallinie 5 ergänzt, welche nach Emmenbrücke weiterverkehrt. Dadurch war es möglich, den bis dahin gültigen Fünf-Minuten-Takt zu einem 7,5-Minuten-Takt zu strecken.
Im Dezember 2019 wurde die Linie 1 um 4,7 Kilometer bis zur Mall of Switzerland (Haltestelle Fildern) in Ebikon verlängert, wodurch die Linienlänge zwischen Obernau und Ebikon seit diesem Zeitpunkt insgesamt 12 Kilometer beträgt. Mit der Verlängerung der Linie 1 wurden die Autobuslinien 22 und 23 auf dem Abschnitt Luzern Bahnhof–Ebikon Bahnhof aufgehoben, und es wurden weitere Anpassungen am Busnetz im Rontal realisiert.

### Linie 2

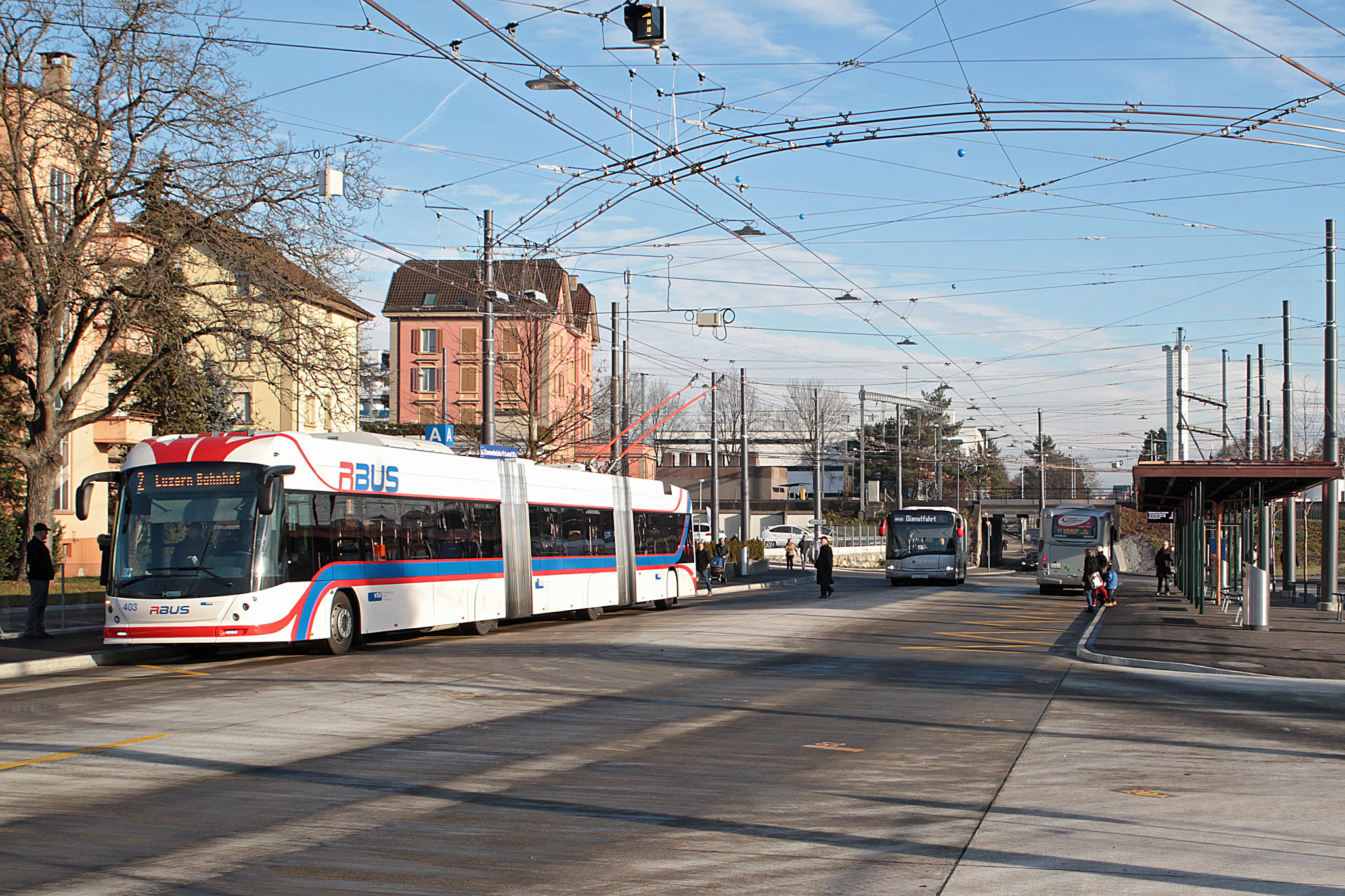
Eine LighTram sowie Busse der Auto AG Rothenburg am Bushub Emmenbrücke Bahnhof Süd

Die Linie 2 verbindet den Emmer Ortsteil Emmenbrücke mit dem Bahnhof Luzern im 7,5-Minuten-Takt und verkehrt seit dem 11. Dezember 2016 als RBus-Linie. Während der grossräumigen Umgestaltung des Seetalplatzes in Emmenbrücke wurden die Trolleybusse ab Dezember 2013 durch Autobusse ersetzt, die Wiederelektrifizierung erfolgte zusammen mit der Umstellung auf eine RBus-Linie zum Fahrplanwechsel im Dezember 2016. Die Bauarbeiten wurden unter anderem dafür genutzt, eine eigene Trasse für den Öffentlichen Verkehr zwischen Reussbrücke und dem Centralplatz (Haltestelle Viscosistadt) zu schaffen. Gleichzeitig wurde die Linienführung zwischen dem Seetalplatz und dem Centralplatz von der Gerliswil- in die Bahnhofstrasse verlegt, wodurch die Trolleybuslinie 2 sowie die Linie 46 des Emmer Busnetzes direkt vor dem Empfangsgebäude des Bahnhofs Emmenbrücke anhalten. Somit konnte die Linie 2 ab dem Eröffnungstag sowohl von Infrastrukturmassnahmen zur Busbevorzugung wie auch einer Entlastung durch die Linie 5 auf dem Abschnitt Luzern Pilatusplatz–Emmenbrücke Bahnhof Süd profitieren.

### Linie 8
Seit September 2017 wird die Linie 8 Hirtenhof–Luzern Bahnhof-Luzern Verkehrshaus–Würzenbach an Werktagen mit unveränderter Linienführung als RBus-Linie betrieben. Dafür wurden 8 weitere Doppelgelenktrolleybusse beschafft, welche die zuvor eingesetzten Anhängerzüge ersetzten. An Wochenenden kommen auf der Linie 8 im Gegensatz zu den beiden anderen RBus-Linien weiterhin Gelenktrolleybusse zum Einsatz. Weiterhin wird die Linie von Montag bis Freitag im 10-Minuten-Takt beziehungsweise in der morgendlichen Nebenverkehrszeit alle 15 Minuten, also seltener als die Linien 1 und 2, bedient. Dies ist auf die Taktüberlagerung mit der Linie 6, welche der Linie 8 über den grössten Teil des Streckenverlaufs folgt, zurückzuführen. An Werktagen kommen auch auf der Linie 6 einzelne LighTrams in RBus-Lackierung zum Einsatz.

## Infrastrukturmassnahmen

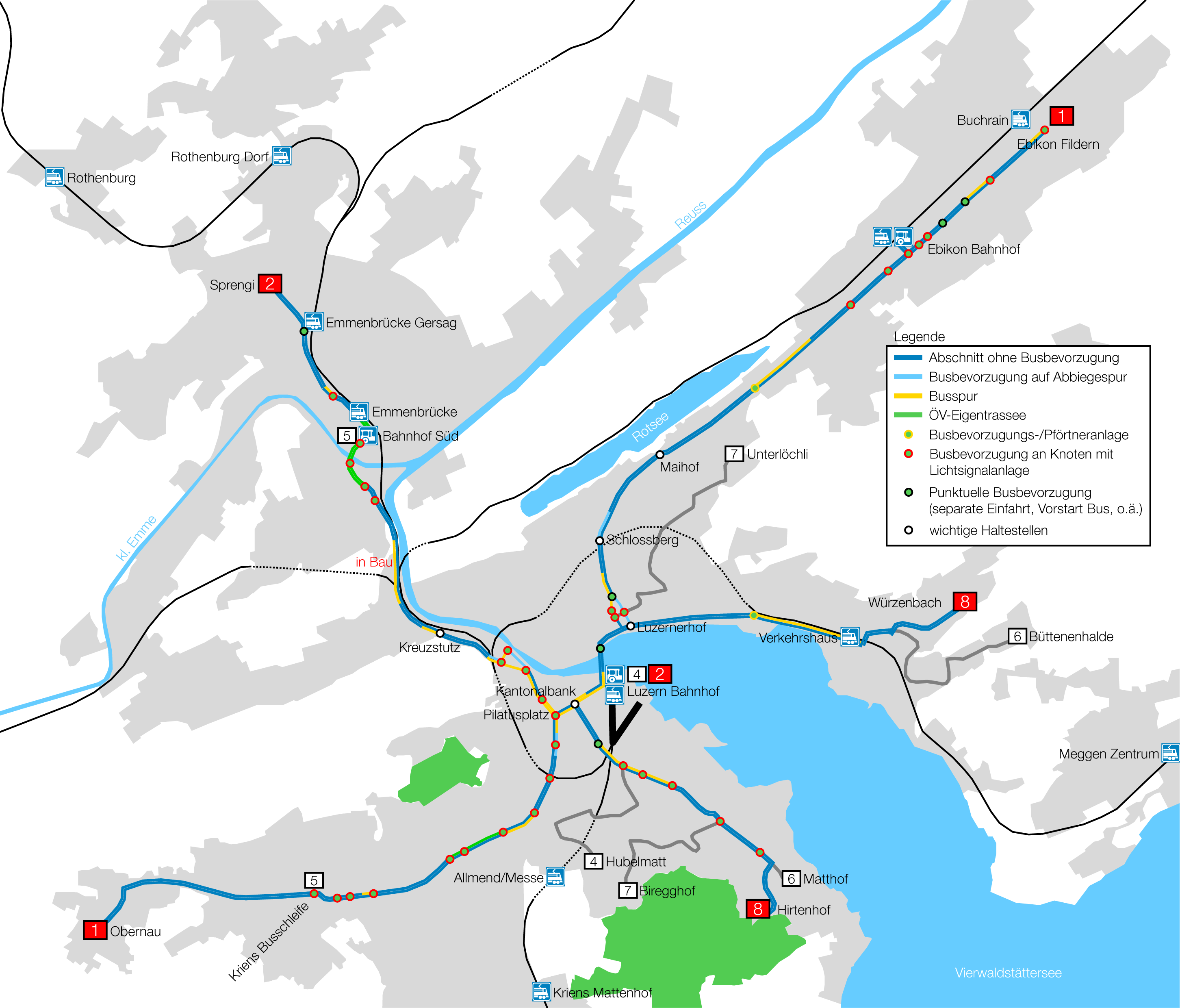
Busbevorzugungsmassnahmen auf dem RBus-Netz (Stand 2022)

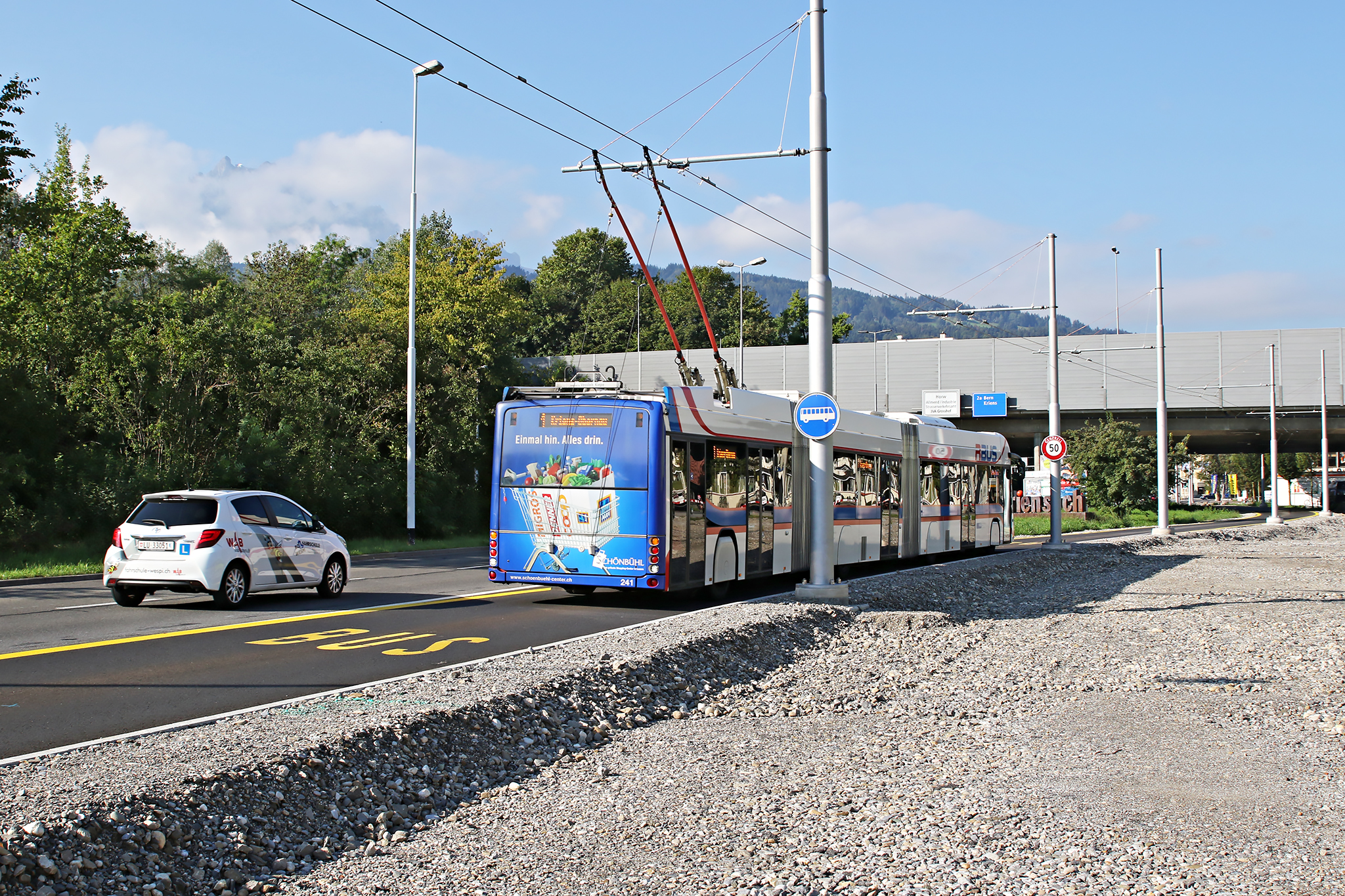
Ein RBus auf der 2018 eröffneten Busspur zwischen den Haltestellen Grosshofstrasse und Kupferhammer

Mit Einführung des RBus-Standards im Jahr 2014 wurden verschiedene Infrastrukturvorhaben im Bauprogramm für Kantonsstrassen und unter den kantonalen Infrastrukturvorhaben "Investitionen öffentlicher Verkehr" verankert. Diese sollen für alle Bus- und Trolleybuslinien entlang der RBus-Korridore eine schnellere und zuverlässigere Fahrt ermöglichen. Bereits zu diesem Zeitpunkt wurden auch die Infrastrukturprojekte für die Verlängerung der Linie 1 nach Ebikon berücksichtigt.
Als erste Massnahme zur angestrebten Steigerung der Pünktlichkeit und Verkürzung der Fahrzeit ging am 29. Oktober 2014 eine Busspur in der Pilatusstrasse in Betrieb, sie beschleunigt den Verkehr in Richtung Bahnhof Luzern.
Mit der Eröffnung des neuen Seetalplatzes in Emmenbrücke im Dezember 2016 und der damit verbundenen Umstellung der Linie 2 auf den RBus-Standard wurde zwischen den Haltestellen Luzern Frohburg und Emmenbrücke Bahnhof ein ÖV-Eigentrassee eröffnet, wodurch die Trolleybusse unabhängig vom motorisierten Individualverkehr über den viel befahrenen Seetalplatz verkehren können.
Im Sommer 2018 wurde auf dem ehemaligen Trassee der Kriens-Luzern-Bahn eine 395 Meter lange Busspur zwischen den Haltestellen Grosshofstrasse und Kupferhammer in Fahrtrichtung Kriens realisiert und eröffnet.
Auf dem Abschnitt zwischen Luzern Schiff und Luzern Kreuzstutz wurde im April 2021 der Strassenraum verbreitert, in dem Stützmauern zurückversetzt wurden und die aus den 1920er-Jahren stammende Überführung Fluhmühle durch einen breiteren Neubau ersetzt wurden. Nach Abschluss dieser Arbeiten im 2024 gibt es stadteinwärts eine Busspur für die RBusse der Linie 2.
Zusätzlich zur Schaffung neuer Busspuren wurden auch weitere Lichtsignalanlagen mit Einrichtungen zur Busbevorzugung ausgestattet beziehungsweise bestehende Anlagen optimiert.

## Planungen

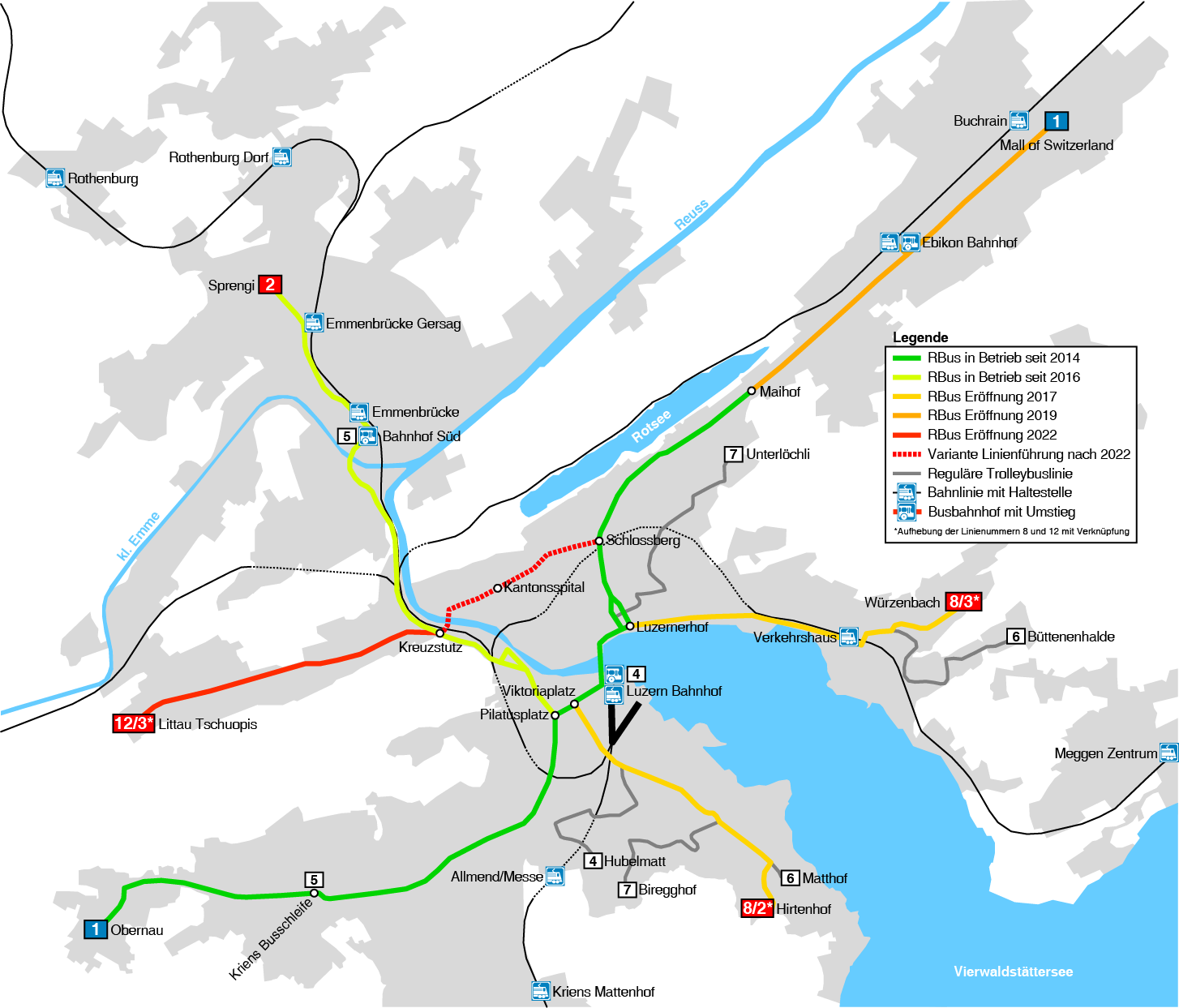
Das geplante RBus-Netz mit Ausbauschritten bis 2022 (Stand: Dezember 2016)

### Linie 1
Im Rahmen der Verlängerung der Linie 1 zur Mall of Switzerland war am Bahnhof Ebikon die Realisierung eines Bushubs vorgesehen, um ein einfaches Umsteigen zwischen Bus, Trolleybus und S-Bahn ermöglichen zu können. Dieser Bushub konnte aber bislang nicht realisiert werden. Mit Eröffnung des Bushubs soll die Linie den Bahnhof Ebikon direkt bedienen.

### Linie 3 (aktuell Linie 12)
Ursprünglich sollte in einem ersten Schritt die Linie 12 im Dezember 2019, vorerst noch als Gelenkautobus-Linie, nach Luzern Tschuopis verlängert werden. Nachdem eine dort geplante Überbauung nicht auf den geplanten Zeitraum realisiert werden konnte, wurde auch die Verlängerung der Buslinie 12 aufgeschoben. Mit der Elektrifizierung der Linie zwischen Luzern Kreuzstutz und Tschuopis im Stadtteil Littau soll sie zur RBus-Linie mit Doppelgelenktrolleybussen umgestellt werden und mit einem Teil der Linie 8 verknüpft werden. Dadurch ergibt sich eine neue Durchmesserlinie 3 Tschuopis–Kreuzstutz–Pilatusplatz–Luzern Bahnhof–Luzern Verkehrshaus–Würzenbach, welche ursprünglich 2022 als reine Trolleybuslinie eröffnet werden sollte. Im November 2016 wurde indes bekannt, dass die Elektrifizierung der Linie 12 auf Grund von Sparmassnahmen des Kantons Luzern vorerst sistiert worden ist. Stattdessen soll ein fahrleitungsloser Betrieb zwischen Kreuzstutz und Tschuopis geprüft werden.
Die überarbeitete Planung unter Einbezug der Erfahrungen mit Batterie-Trolleybussen sieht einen fahrleitungslosen Betrieb im flachen Streckenabschnitt zwischen den Haltestellen Michaelshof und Tschuopis vor. Die Realisierung der Fahrleitungsinfrastruktur zwischen Kreuzstutz und Michaelshof sollte ursprünglich im Jahr 2023 erfolgen. Die Dieselbuslinie 30 Luzern Littau Bahnhof–Kantonsspital–Ebikon soll dank der Fahrleitung auf der Bernstrasse ebenfalls auf Batterie-Trolleybusse umgestellt werden können. Im Januar 2023 wurde bekannt, dass die bereits laufende Ausschreibung für Batterie-Trolleybusse für die Linien 12 und 30 abgebrochen wurde und der Realisierungszeitpunkt der Durchmesserlinie 3 auf einen späteren, nicht näher genannten Zeitpunkt verschoben wird. Im Frühjahr 2024 wurden sowohl die Fahrleitungs-Infrastruktur für die Strecke Kreuzstutz–Michaelshof als auch Batterie-Trolleybusse ausgeschrieben, von denen sieben Doppelgelenkwagen für die Linie 3 vorgesehen sind. Die Eröffnung der Linie 3 zwischen Tschuopis und Würzenbach ist für den Fahrplanwechsel im Dezember 2026 vorgesehen.

### Linie 8
Mit der Eröffnung der RBus-Linie 3 soll die Linie 8 auf den Abschnitt Hirtenhof–Luzern Bahnhof eingekürzt werden. Ursprünglich wurde eine Durchbindung der Linien 2 und 8 nach dieser Einkürzung als Durchmesserlinie Hirtenhof–Innenstadt Luzern–Emmenbrücke Bahnhof Süd–Sprengi angestrebt, wobei im Bereich der Innenstadt zwei Linienführungen via Schlossberg–Kantonsspital oder Pilatusplatz–Baselstrasse zur Diskussion standen.
Inzwischen wird eine Verknüpfung der Linie 8 mit der Linie 19 angestrebt, wodurch eine neue Durchmesserlinie Hirtenhof–Kantonsspital–Friedental/–Emmenbrücke Bahnhof Süd entsteht, die mit Batterie-Trolleybussen betrieben werden soll. Dafür sind punktuelle Fahrleitungsergänzungen am Schlossberg und im Bereich Kreuzstutz sowie eine Möglichkeit für Stützladung an der Endhaltestelle Friedental vorgesehen.

## Trivia
- Die zuerst eröffneten Linien 1 und 2 des Systems RBus bedienten bis 2019 zum grössten Teil Strecken, welche bereits die Strassenbahn Luzern zwischen 1899 und 1961 vor der Umstellung auf Trolleybusbetrieb bedient hatte.
- Eine direkte Verbindung zwischen dem Zentrum von Luzern und dem Bahnhof Emmenbrücke gab es bereits zwischen 1901 und 1913 als Teil der Tramlinie 2, bevor diese über die Gerliswilstrasse verlängert wurde.
- Die Busspur mit Pförtneranlage zwischen dem Kreisel Brüel und der Haltestelle Dietschiberg, welche als Vorbild für weitere Buspriorisierung auf dem RBus-Netz diente, ist bereits seit dem 4. Oktober 1973 in Betrieb und war die erste Busspur Luzerns.[47]